# La isla de las mentiras
La isla de las mentiras es una película española de 2020 dirigida por Paula Cons, con guion de la propia Paula Cons y Luis Marías, dirección de producción de Lucía Baleato y protagonizada por Nerea Barros (María), Victoria Teijeiro, Ana Oca, Aitor Luna y Darío Grandinetti que narra la historia ficcionada de tres jóvenes que arriesgaron su vida para salvar a los supervivientes del naufragio del Santa Isabel en la Isla de Sálvora.

## Argumento
Durante la madrugada del 2 de enero de 1921 el vapor Santa Isabel que se dirigía a Buenos Aires se hunde frente a la costa de la Isla de Sálvora en la ría de Arosa, Galicia. En esa noche no había hombres en la isla, ya que estaban celebrando la Navidad en tierra firme. Tres jóvenes de la isla arriesgan su vida para salvar a los supervivientes: María (Nerea Barros) impulsiva y adelantada a su tiempo, Josefa (Victoria Teijeiro) un poco tópico de la mujer gallega, callada y más prudente y Cipriana (Ana Oca) casi una niña que quiere salir de la isla para conocer el mundo real. Remando sólo de oído por la espesa niebla y la noche cerrada logran salvar a 48 personas.
Un periodista argentino, León  (Darío Grandinetti) llega a la isla para cubrir la noticia e investigar el caso. Con el trasfondo de las luchas sociales, poco a poco el periodista descubre que nada es lo que parece y que hay numerosas incógnitas por resolver.

## Reparto
- Nerea Barros como María
- Ana Oca como Cipriana
- Sergio Quintana como Benito
- Victoria Teijeiro como Josefa
- Miguel Borines como Guarda
- Aitor Luna como Tomás
- Mela Casal como Julia
- María Costas como Francisca
- Milo Taboada como Pepe
- Celso Bugallo como Paco O Da Filosera
- Leyre Berrocal como Juana
- Darío Grandinetti como León
- Roberto Leal como Autoridad
- Machi Salgado como Luis Cebreiro
- Javier Tolosa como Señor Marqués

## Comentarios
La película se rodó en isla de Sálvora, donde ocurrió realmente el naufragio del Santa Isabel, en El Grove y Muros y retrata especialmente la sociedad de principios del siglo XX en España a través de la historia ficcionada de tres mujeres, Cipriana Oujo Maneiro, Josefa Parada y María Fernández Oujo de 24, 16 y 14 años respectivamente que vivían en la isla que se salieron de la norma establecida para llevar a cabo un acto heroico por el que primero fueron aplaudidas y homenajeadas, para después ser vilipendiadas y finalmente olvidadas.
Es una coproducción de la productora gallega Agallas Films, la vasca Historias del Tío Luis, la argentina Aleph Cine y la portuguesa Take 2000. Con un presupuesto de 1,5 millones de euros cuenta con la participación además de TVG, RTVE y ETB.
A causa de la pandemia del coronavirus la película fue estrenada en la plataforma española Filmin y fue la película más vista durante la primera semana de su estreno.